# Barāgaon (ort i Indien, Jhānsi)
Barāgaon är en ort i Indien.   Den ligger i distriktet Jhānsi och delstaten Uttar Pradesh, i den centrala delen av landet, 400 km söder om huvudstaden New Delhi. Barāgaon ligger 206 meter över havet och antalet invånare är 8 655.
Terrängen runt Barāgaon är mycket platt. Runt Barāgaon är det tätbefolkat, med 459 invånare per kvadratkilometer. Närmaste större samhälle är Jhānsi, 13,4 km väster om Barāgaon. Trakten runt Barāgaon består till största delen av jordbruksmark.